# Faustino Asprilla
Faustino Asprilla (født 10. november 1969) er en tidligere professionel, colombiansk fodboldspiller. Asprilla spillede bl.a. for Parma F.C. i den italienske serie A og Newcastle United F.C. i Premier League.
Blandt newcastlefans huskes han bedst for sine tre scoringer i en champions leaguekamp på St James' Park mod det spanske storhold FC Barcelona, som Newcastle vandt med 3-2.